# La arqueología del saber
La arqueología del saber (en francés: L'archéologie du savoir) es un libro del filósofo francés Michel Foucault publicado por primera vez en 1969. Es un tratado metodológico que da a conocer lo que Foucault llama "arqueología" (o "método arqueológico"), un método analítico que había sido utilizado de forma implícita en sus trabajos anteriores. Este es el único trabajo explícitamente metodológico de Foucault.
La premisa del libro es que los sistemas de pensamiento y conocimiento ("epistemes" o "formaciones discursivas") están regidos por reglas, más allá de las gramaticales y lógicas, que operan en la conciencia de los sujetos individuales y definen un sistema de posibilidades conceptuales que determinan los límites de pensamiento en un lugar y período dados.

## Tabla de contenidos
- I. INTRODUCCIÓN
- II. LAS REGULARIDADES DISCURSIVAS

I. Las unidades de discurso.
II. Las formaciones discursivas.
III. La formación de objetos.
IV. La formación de modalidades enunciativas.
V. La formación de conceptos.
VI. La formación de estrategias.
VII. Observaciones y consecuencias.
- III. EL ENUNCIADO Y EL ARCHIVO

I. Definir el enunciado
II. La función enunciativa.
III. La descripción de los enunciados.
IV. Escasez, exterioridad, acumulación.
V. El a priori histórico y el archivo.
- IV. LA DESCRIPCIÓN ARQUEOLÓGICA

I. Arqueología e historia de las ideas.
II. Lo original y lo regular.
III. Las contradicciones.
IV. Los datos comparativos.
V. El cambio y las transformaciones.
VI. Ciencia y saber.
- V CONCLUSIÓN

## Teoría
Foucault argumenta que el estudio contemporáneo de la historia de las ideas, aunque apunta a momentos de transición entre las diferentes visiones del mundo a través de la historia, es fundamentalmente dependiente de las continuidades que se descomponen bajo una inspección cercana. La historia de las ideas marca puntos de discontinuidad entre modos de conocimiento generales, pero la suposición de que esos modos existen como absolutos no deja ver al discurso en toda su complejidad. Afirma que los "discursos" emergen y se transforman no en conformidad con series de visiones del mundo no articuladas en desarrollo, pero conforme a un vasto y complejo conjunto de relaciones discursivas e institucionales, que son definidas tanto como por quebraduras y rupturas como por temas unificados.
Define "discurso" como "manera de hablar". Por lo tanto, su método estudia sólo el conjunto de las cosas dichas en sus emergencias y transformaciones, sin ninguna especulación sobre el todo, el significado colectivo de aquellas declaraciones, y lleva su insistencia sobre el discurso en sí mismo hasta la más básica unidad de las cosas dichas: la declaración (énoncé). Durante casi todo el libro, argumenta a favor y en contra de varias nociones de lo que son aspectos inherentes de una declaración, sin llegar a una definición comprensiva. Sin embargo, sostiene que una declaración conforma las reglas que dan forma a una expresión (es decir, una frase, una proposición, o el acto de habla) discursivamente significativa. Este concepto de significado difiere del concepto de sentido: Aunque una expresión sea significante, por ejemplo "La montaña de oro está en California", podría sin embargo ser discursivamente un sinsentido y por lo tanto ser inexistente dentro de un discurso determinado. Por esta razón, la "declaración" es una función existencial para el significado discursivo.
Por tratarse de reglas, la "declaración" tiene un significado especial: no es la expresión en sí misma, sino las reglas que hacen a una expresión discursivamente significativa. Estas reglas no son las sintácticas ni semánticas que hacen a la expresión significativa. Son reglas adicionales. En contraste con los estructuralistas, Foucault demuestra que las estructuras semánticas y sintácticas no son suficientes para determinar el significado discursivo de una expresión. Dependiendo de si cumple o no cumple con esas reglas de significado discursivo, una frase gramaticalmente correcta puede no tener significado discursivo o, inversamente, una oración gramaticalmente incorrecta podría ser discursivamente significativa, incluso letras sin sentido (por ejemplo: "QWERT") podrían tener significado discursivo. En consecuencia, el sentido de las expresiones depende de las condiciones en las que emerjan y existan dentro de un campo de discurso; el sentido discursivo de una expresión es confiado a la sucesión de declaraciones que la preceden y la suceden. En resumen, las "declaraciones" que Foucault analiza no son proposiciones, frases, o actos de habla. En su lugar, las "declaraciones" constituyen una red de reglas que establecen cual de las expresiones son discursivamente significativas, y estas reglas son condiciones previas para las proposiciones significantes, expresiones, o actos de habla que tienen significado discursivo. Sin embargo, las "declaraciones" son también eventos, porque, como otras reglas, aparecen o desaparecen en algún momento.
El análisis entonces da vuelta la organizada dispersión de declaraciones, que él llama formaciones discursivas. Foucault reitera que el análisis que él está delineando es sólo uno de los procedimientos posibles, y que no está buscando desplazar otras formas de análisis discursivo o catalogarlos como inválidos.
Foucault concluye Arqueología con respuestas a críticas de un crítico hipotético (que él anticipa que podrían suscitarse después de que su libro haya sido leído).

## Recepción
Gilles Deleuze lo describe como el "paso más decisivo jamás tomado en la teoría-práctica de multiplicidades".

## Ediciones

### Francés
- L'Archéologie du savoir, Paris, Gallimard, « Bibliothèque des sciences humaines », 1969 ; rééd. 1992. (ISBN 2-07-026999-X) ; « Tel », 2008. (ISBN 2-07-011987-4)

### Inglés
- Foucault, Michel. 1969. The Archaeology of Knowledge. Trans. A. M. Sheridan Smith. London and New York: Routledge, 2002. (ISBN 0-415-28753-7)

### Castellano
- Foucault, Michel. 1969. La arqueología del saber. Trad. A. Garzón del Camino. Madrid, México, Bogotá y Buenos Aires: Siglo XXI ed. 1970.